# Sagiv Yehezkel
Sagiv Yehezkel (in ebraico שגיב יחזקאל‎?; Rishon LeZion, 21 marzo 1995) è un calciatore israeliano, attaccante o difensore del Maccabi Tel Aviv.

## Carriera
Cresciuto nel settore giovanile dell'Hapoel Tel Aviv, ha esordito in prima squadra il 10 maggio 2014 disputando l'incontro di Ligat ha'Al perso 1-2 contro l'Hapoel Be'er Sheva.
Il 14 gennaio 2024, dopo aver segnato un gol nella partita tra l'Antalyaspor e il Trabzonspor, ha festeggiato mostrando la scritta "100 giorni, 7-10" su una fascia al polso, riferendosi agli ostaggi israeliani tenuti da Hamas durante l'omonimo conflitto. Subito dopo la partita è stato arrestato dalle autorità turche e il giorno successivo, dopo essere stato detenuto durante la notte, è comparso in tribunale accusato di incitamento all'odio. L'Antalyaspor per questa condotta successivamente ha rescisso il suo contratto.

## Statistiche

### Presenze e reti nei club
Statistiche aggiornate all'11 febbraio 2021.
| Stagione                | Squadra                 | Campionato              | Campionato | Campionato | Coppe nazionali | Coppe nazionali | Coppe nazionali | Coppe continentali | Coppe continentali | Coppe continentali | Altre coppe | Altre coppe | Altre coppe | Totale | Totale |
| Stagione                | Squadra                 | Comp                    | Pres       | Reti       | Comp            | Pres            | Reti            | Comp               | Pres               | Reti               | Comp        | Pres        | Reti        | Pres   | Reti   |
| ----------------------- | ----------------------- | ----------------------- | ---------- | ---------- | --------------- | --------------- | --------------- | ------------------ | ------------------ | ------------------ | ----------- | ----------- | ----------- | ------ | ------ |
| gen.-mag. 2014          | Hapoel Tel Aviv         | LA                      | 2          | 1          | CI+CdL          | 0+0             | 0+0             | -                  | -                  | -                  | -           | -           | -           | 8      | 1      |
| 2014-2015               | Hapoel Tel Aviv         | LA                      | 16         | 2          | CI+CdL          | 1+5             | 0+0             | UEL                | 0                  | 0                  | -           | -           | -           | 22     | 2      |
| 2015-2016               | Hapoel Tel Aviv         | LA                      | 19         | 4          | CI+CdL          | 2+2             | 2+0             | -                  | -                  | -                  | -           | -           | -           | 23     | 6      |
| ago.-set. 2016          | Hapoel Tel Aviv         | LA                      | 2          | 0          | CI+CdL          | 0+2             | 0+0             | -                  | -                  | -                  | -           | -           | -           | 4      | 0      |
| Totale Hapoel Tel Aviv  | Totale Hapoel Tel Aviv  | Totale Hapoel Tel Aviv  | 39         | 7          |                 | 12              | 2               |                    | -                  | -                  |             | -           | -           | 51     | 9      |
| set. 2016-2017          | Maccabi Tel Aviv        | LA                      | 8          | 0          | CI+CdL          | 2+2             | 0+0             | UEL                | 1                  | 0                  | -           | -           | -           | 13     | 0      |
| ago.-set. 2017          | Maccabi Tel Aviv        | LA                      | 1          | 0          | CI+CdL          | 0+4             | 0+1             | UEL                | 0                  | 0                  | -           | -           | -           | 5      | 1      |
| Totale Maccabi Tel Aviv | Totale Maccabi Tel Aviv | Totale Maccabi Tel Aviv | 9          | 0          |                 | 8               | 1               |                    | 1                  | 0                  |             | -           | -           | 18     | 1      |
| set. 2017-2018          | Ironi K. Shmona         | LA                      | 15         | 0          | CI+CdL          | 5+1             | 1+0             | -                  | -                  | -                  | -           | -           | -           | 21     | 1      |
| lug. 2018-gen. 2019     | Bnei Yehuda             | LA                      | 11         | 1          | CI+CdL          | 1+3             | 1+0             | -                  | -                  | -                  | -           | -           | -           | 15     | 1      |
| gen.-mag. 2019          | Ashdod                  | LA                      | 9          | 3          | CI+CdL          | 0+0             | 0+0             | -                  | -                  | -                  | -           | -           | -           | 9      | 3      |
| 2019-2020               | Ashdod                  | LA                      | 27         | 7          | CI+CdL          | 0+4             | 0+0             | -                  | -                  | -                  | -           | -           | -           | 31     | 7      |
| 2020-feb. 2021          | Ashdod                  | LA                      | 15         | 5          | CI+CdL          | 0+4             | 0+4             | -                  | -                  | -                  | -           | -           | -           | 19     | 9      |
| Totale Ashdod           | Totale Ashdod           | Totale Ashdod           | 51         | 15         |                 | 8               | 4               |                    | -                  | -                  |             | -           | -           | 59     | 19     |
| Totale carriera         | Totale carriera         | Totale carriera         | 125        | 23         |                 | 38              | 8               |                    | 1                  | 0                  |             | -           | -           | 164    | 31     |

### Cronologia presenze e reti in nazionale
| Cronologia completa delle presenze e delle reti in nazionale ― Israele | Cronologia completa delle presenze e delle reti in nazionale ― Israele | Cronologia completa delle presenze e delle reti in nazionale ― Israele | Cronologia completa delle presenze e delle reti in nazionale ― Israele | Cronologia completa delle presenze e delle reti in nazionale ― Israele | Cronologia completa delle presenze e delle reti in nazionale ― Israele | Cronologia completa delle presenze e delle reti in nazionale ― Israele | Cronologia completa delle presenze e delle reti in nazionale ― Israele |
| Data                                                                   | Città                                                                  | In casa                                                                | Risultato                                                              | Ospiti                                                                 | Competizione                                                           | Reti                                                                   | Note                                                                   |
| ---------------------------------------------------------------------- | ---------------------------------------------------------------------- | ---------------------------------------------------------------------- | ---------------------------------------------------------------------- | ---------------------------------------------------------------------- | ---------------------------------------------------------------------- | ---------------------------------------------------------------------- | ---------------------------------------------------------------------- |
| 17-11-2022                                                             | Petah Tikva                                                            | Israele                                                                | 4 – 2                                                                  | Zambia                                                                 | Amichevole                                                             | -                                                                      | 74’                                                                    |
| 20-11-2022                                                             | Petah Tikva                                                            | Israele                                                                | 2 – 3                                                                  | Cipro                                                                  | Amichevole                                                             | -                                                                      |                                                                        |
| 28-3-2023                                                              | Carouge                                                                | Svizzera                                                               | 3 – 0                                                                  | Israele                                                                | Qual. Euro 2024                                                        | -                                                                      | 53’ 57’                                                                |
| 16-6-2023                                                              | Budapest                                                               | Bielorussia                                                            | 1 – 2                                                                  | Israele                                                                | Qual. Euro 2024                                                        | -                                                                      | 78’                                                                    |
| 19-6-2023                                                              | Gerusalemme                                                            | Israele                                                                | 2 – 1                                                                  | Andorra                                                                | Qual. Euro 2024                                                        | -                                                                      | 57’                                                                    |
| 9-9-2023                                                               | Bucarest                                                               | Romania                                                                | 1 – 1                                                                  | Israele                                                                | Qual. Euro 2024                                                        | -                                                                      | 73’                                                                    |
| 12-9-2023                                                              | Tel Aviv                                                               | Israele                                                                | 1 – 0                                                                  | Bielorussia                                                            | Qual. Euro 2024                                                        | -                                                                      | 64’                                                                    |
| 12-11-2023                                                             | Pristina                                                               | Kosovo                                                                 | 1 – 0                                                                  | Israele                                                                | Qual. Euro 2024                                                        | -                                                                      | 22’                                                                    |
| 6-9-2024                                                               | Debrecen                                                               | Belgio                                                                 | 3 – 1                                                                  | Israele                                                                | UEFA Nations League 2024-2025 - 1º turno                               | -                                                                      |                                                                        |
| 9-9-2024                                                               | Budapest                                                               | Israele                                                                | 1 – 2                                                                  | Italia                                                                 | UEFA Nations League 2024-2025 - 1º turno                               | -                                                                      | 90+2’                                                                  |
| 14-11-2024                                                             | Saint-Denis                                                            | Francia                                                                | 0 – 0                                                                  | Israele                                                                | UEFA Nations League 2024-2025 - 1º turno                               | -                                                                      | 49’ 84’                                                                |
| Totale                                                                 |                                                                        | Presenze                                                               | 11                                                                     |                                                                        | Reti                                                                   | 0                                                                      |                                                                        |

## Palmarès
- Coppa Toto: 1

Maccabi Tel Aviv: 2024-2025